# Ervín Maršák
Plukovník pěchoty in memoriam Ervín Maršák  (13. března 1895 Moravské Bránice – 6. prosince 1944 Pardubice) byl legionář, důstojník československé armády, v září 1938 velitel V. praporu Hraničářského pluku 6 a úseku "Bg" (tvrze Horka), za druhé světové války účastník domácího odboje.

## Život

### První světová válka
Ervín Maršák studoval a maturoval mezi lety 1908 a 1915 na vyšší reálce v Praze na Žižkově. Poté se přihlásil jako dobrovolník k jednoroční službě v armádě Rakouska-Uherska. Byl prezentován u náhradního praporu 75. pěšího pluku v Jindřichově Hradci a povolán do školy pro důstojníky v záloze při pluku 89 v Pezinku. Po jejím absolvování nastoupil službu zpět ke svému pluku, ale ten se již nacházel na ruské frontě. Dosáhl hodnosti kadeta, ale 16. června 1916 byl zajat. Přestože se brzy hlásil do československých jednotek, strávil více než rok v zajateckém táboře. Následně nastoupil do kurzu pro důstojníky a po jeho absolvování v září 1917 byl přidělen k právě vznikajícímu 7. střeleckému pluku V dubnu 1918 byl pověřen náborem dobrovolníků, v červnu téhož roku nastoupil k 1. střeleckému pluku. Bojoval proti bolševikům v povolží a při ústupu po Transsibiřské magistrále tzv. sibiřské anabázi. Již tehdy onemocněl žaludeční chorobou, jejíž úskalí jej pak provázela po celý život. V hodnosti poručíka se v listopadu 1919 stal pobočníkem velitele Hlavního stanu v Irkutsku. Do Prahy se vrátil 17. června 1920.

### Meziválečná léta
Do ukončení likvidace v únoru 1921 pracoval u štábu Čs. vojska na Rusi. Poté byl přemístěn k Pěšímu pluku 37 do Levoče. Od července 1923 nastoupil službu v Kanceláři legií, kde působil až do jara roku 1925, kdy na vlastní žádost nastoupil k řadové službě u Pěšího pluku 47. Ještě téhož roku absolvoval zkoušky pro přijetí do Vysoké válečné školy, kde však neuspěl. Následujícího jara se navíc jeho zdravotní stav zhoršil natolik, že musel být superarbitrován. Houževnatý důstojník byl však uznán další služby schopným, v roce 1927 jej přidělili k Učilišti pro pěší vojsko v Milovicích a posléze k Instrukčnímu praporu. V roce 1932 ho již v hodnosti majora přemístili k Pěšímu pluku 45 do Chustu, kde vykonával funkce zástupce a později velitele praporu. Prošel několika kursy a zkušenými, s dobrými schopnostmi i osobním příkladem měl výtečné předpoklady pro nový úkol, ke kterému jej předurčilo Ředitelství opevňovacích prací.
Na Nový rok 1938 byl tehdy již jako podplukovník převelen k Hraničářskému pluku 6, kde se stal velitelem IV. praporu jehož prvořadým úkolem byla obrana úseku těžkého opevnění v prostoru Králík. Ervín Maršák zásadním způsobem přispěl k organizaci útvaru i zdárnému zařazení pluku do sestavy ZH (zajištění hranic). Velmi náročné podmínky i fyzické vypětí však s sebou přinesly výrazné zhoršení zdravotního stavu. Proto musel nakonec důstojník v dubnu předat velení nad praporem mjr. pěch. Františku Novotnému, podrobit se operaci a následnému léčení. Naštěstí se však jeho zdraví výrazně zlepšilo, proto MNO rozhodlo, aby velmi schopný Maršák nahradil Josefa Tlacha. Od srpna 1938 se tak stal velitelem V. praporu, osádky tvrze Hůrka. Po přijetí mnichovské dohody a nařízeném ústupu nejprve řídil ve svém úseku evakuaci tvrze, posléze s praporem ustoupil do prostoru Litovle a Konice, a zde dokončil likvidaci útvaru. Dnem 30. listopadu byl přemístěn do Michalovců k Pěšímu pluku 20, kde již krátce po německé okupaci Čech a Moravy v březnu 1939 pro nedostatek slovenských důstojníků dobrovolně nabídl svou pomoc a v nadcházející tzv. Malé válce vedl jednu ze slovenských armádních skupin v bojích proti maďarským vojskům. I on, podobně jako další, byl po reorganizaci a doplnění jednotek nově příchozími důstojníky stažen a odeslán zpět do okupované republiky (formálně byl přeložen do výslužby dnem 1. ledna 1940).

### Druhá světová válka
Zde se Ervín Maršák zapojil do odbojové činnosti ve vojenské organizaci Obrana národa. Výrazně ve svém pardubickém bydlišti přispěl k získání a uschování zbraní i trhavin pro budoucí povstání. Po zatčení vedoucích představitelů se od roku 1942 aktivně podílel na vedení místní organizace. Osudovým se mu však stalo na podzim roku 1944 zatýkání gestapa související s dopadením výsadku Barium. Po výsleších, kterými procházeli jeho známí i přátelé z královéhradecké organizace (mezi nimi např. také plk. pěch. Bohumil Borecký, který velel v roce 1938 Hraničářskému pluku 6) byl Ervín Maršák na konci listopadu 1944 ve svém bydlišti zatčen. Po čtrnácti dnech výslechů, při kterých u něho znovu propukla vleklá choroba, podlehl vyčerpaný organismus krutému trýznění. Ervín Maršák zemřel 6. prosince 1944 aniž by prozradil jména svých spolupracovníků a přátel.